# Taracus pallipes
Espèce
Taracus pallipes est une espèce d'opilions dyspnois de la famille des Taracidae.

## Distribution
Cette espèce est endémique des États-Unis. Elle se rencontre dans l'Ouest du Washington et dans l'Ouest de l'Oregon

## Description
La femelle holotype mesure 6 mm.
Le mâle décrit par Shear et Warfel en 2016 mesure 5,16 mm et la femelle 6,12 mm.

## Systématique et taxinomie
Cette espèce a été décrite par Banks en 1894.

## Publication originale
- Banks, 1894 : « Washington Phalangida, with description of a new southern Liobunum. » The Canadian Entomologist, vol. 26, p. 160–164 (texte intégral).